# 1353 Maartje
1353 Maartje è un asteroide della fascia principale del diametro medio di circa 33,75 km. Scoperto nel 1935, presenta un'orbita caratterizzata da un semiasse maggiore pari a 3,0137296 UA e da un'eccentricità di 0,0903738, inclinata di 9,18900° rispetto all'eclittica.
L'asteroide è dedicato a Maartje (Nin) Maria Lindenburg Mekking (1924-2007), figlia di G.B. Mekking (1903-1971), dell'Osservatorio di Leida.